# Regnitzlosau
Regnitzlosau es un municipio del estado alemán de Baviera, que forma parte del distrito de Hof, en la región administrativa de Alta Franconia.